# Otto Joel Gumaelius
Otto Joel Gumælius, född 16 oktober 1791, död 27 oktober 1876, var en svensk skolman. Han var bror till Wilhelm Gumælius och far till Arvid Gumælius och Sofia Gumælius.
Gumælius blev filosofie magister i Uppsala 1821, vice konrektor vid Strängnäs läroverk 1824, konrektor där 1828, samt var rektor vid Örebro läroverk 1829-62. Gumælius var en framstående pedagog och den förste rektor, som innan den 1849 företagna sammanslagningen av högre och lägre elementarläroverken förberedde sina lärjungar till inträde vid universitetet. Gumælius var även verksam som kommunalman, tidningsredaktör för Nerikes allehanda och läroboksförfattare. Han är begravd på Olaus Petri kyrkogård i Örebro.